# Qatar i olympiska sommarspelen 2004
Qatar i olympiska sommarspelen 2004 bestod av idrottare som blivit uttagna av Qatars olympiska kommitté.

## Friidrott
Herrarnas 800 meter
- Majed Saeed Sultan
  - Omgång 1: 1:47.92 (4:e i heat 7, gick inte vidare, 49:a totalt)

Herrarnas 1 500 meter
- Abdulrahman Suleiman
  - Omgång 1: 3:42.00 (11:e i heat 2, gick inte vidare, 28:a totalt)

Herrarnas 5 000 meter
- Sultan Khamis Zaman
  - Omgång 1: 13:26.52 (9:e i heat 1, gick inte vidare, 16:a totalt)

Herrarnas maraton
- Ahmed Jumaa Jaber
  - 2:20:27 (38:a totalt)

Herrarnas 3 000 meter hinder
- Musa Obaid Amer
  - Heat: 8:23.94 (1:e i heat 3, kvalificerad, 14:a totalt)
  - Final: 8:07.18 (4:a totalt) (Personal Best)

- Khamis Abdullah Saifeldin
  - Heat: 8:17.89 (1st in heat 1, kvalificerad, 4:a totalt) (Säsongsbästa)
  - Final: 8:36.66 (15:a totalt)

Herrarnas längdhopp
- Abdulrahman Faraj Al Nubi
  - Kval: 7.41 m (19:e i grupp B, gick inte vidare, 37:a totalt)

Herrarnas tresteg
- Ibrahim Mohamdein Aboubaker
  - Kval: 16.71 m (9:e i grupp A, gick inte vidare, 16:a totalt)

Herrarnas kulstötning
- Khaled Habash Al Suwaidi
  - Omgång 1, 19.04 meter (15:e i grupp B, gick inte vidare, 30:a totalt)

Herrarnas tiokamp
- Ahmad Hassan Moussa
  - Fullföljde inte
    - 100 meter: 10.79 s (907 poäng)
    - Längdhopp: 7.04 m (823 poäng) (Totalt: 1731 poäng)
    - Kulstötning: 13.32 m (687 poäng) (Totalt: 2418 poäng)
    - Höjdhopp: 1.82 m (644 poäng) (Totalt: 3062 poäng)
    - 400 meter: 48.73 s (874 poäng) (Totalt: 3936 poäng)
    - 110 meter häck: Fullföljde inte